# Andueza (apellido)
Andueza (escrito en euskera Anduetza) es un apellido originario de la región de Navarra y tiene sus raíces en el idioma vasco con el significado "de la buena cepa".